# Megapodiini
Megapodiini – plemię ptaków z podrodziny nogali czubatych (Megapodiinae) w obrębie rodziny nogali (Megapodiidae).

## Rozmieszczenie geograficzne
Plemię obejmuje gatunki występujące w południowo-wschodniej Azji oraz Australii i Oceanii.

## Podział systematyczny
Do plemienia należą następujące rodzaje:
- Eulipoa Ogilvie-Grant, 1893 – jedynym przedstawicielem jest Eulipoa wallacei (G.R. Gray, 1861) – nogal molucki
- Megapodius Gaimard, 1823